# مستشفى المخلص الأرمني
مستشفى المخلص الأرمني (باللغة التركية: Yedikule Surp Pırgiç Ermeni Hastanesi) هو مستشفى يقع في الربع ييديكولي من حي الفاتح في مدينة إسطنبول وقد تأسسس من قبل الكنيسة الأرمنية الأرثوذكسية ولا يزال يدار من قبل المجتمع الأرمني التركي.
المستشفى كمؤسسة مجهز تجهيزًا كاملاً من الدرجة الأولى، ويقوم بخدمة الجمهور، بغض النظر عن العرق أو الدين. ويضم المستشفى متحف، بدروس والذي افتتحه رجب طيب أردوغان، رئيس وزراء تركيا في عام 2004، والذي يعرض اقطع أثرية مختلفة ولوحات تنتمي إلى التراث الثقافي الأرمني في إسطنبول.